# Lagstads skola
Lagstads skola är en sammanhållen grundskola i Esbo centrum, som erbjuder undervisning för årskurserna 1-9. Under läsåret 2020-2021 hade skolan 557 elever. I samband med skolan fungerar också en svenskspråkig förskola och ett svenskspråkigt daghem. Skolan ligger vid Esbo domkyrka, på andra sidan av Esbo å. 

## Historia
Lagstads skola grundades 1873, under namnet Lagstads folkskola, och blev därmed den första folkskolan i Esbo. Numera opererar skolan i nya byggnader och de gamla byggnaderna tillhör numera Lagstads skolmuseum. Lagstads skolmuseum ägs sedan 1999 av föreningen Lagstad hembygdsgård. Skolmuseumet renoverades 2002, och är ännu idag i bruk, för diverse föreningsaktivitet.
Lågstadiet fungerar numera i en nyare skolbyggnad av sten, som byggdes 1954. Högstadiet opererar i en nyare byggnad, byggd 2006.